# Noailhac (Corrèze)
Noailhac település Franciaországban, Corrèze megyében. Lakosainak száma 351 fő (2022. január 1.). Noailhac Collonges-la-Rouge, Lagleygeolle, Lanteuil, Ligneyrac és Turenne községekkel határos.

## Népesség
A település népességének változása:
| Lakosok száma | 276  | 266  | 276  | 326  | 376  | 380  | 378  | 363  | 355  | 351  |
|               | 1968 | 1982 | 1990 | 2006 | 2013 | 2015 | 2017 | 2019 | 2020 | 2022 |